# Pogoń Wilno
Pogoń Wilno – polski klub wielosekcyjny z siedzibą w Wilnie. Jedną z sekcji, była sekcja piłki nożnej. W 1930 klub został przejęty przez WKS 1PP Legionów.

## Historia
Drużyna została założona 5 sierpnia 1921 roku jako WKS Wilno (Wojskowy Klub Sportowy). 
```
„
Z radością możemy zanotować fakt powstania Wojskowego Klubu Sportowego w Wilnie, którego celem jest osiągnięcie jak największego rozwoju i jak najszerszego rozpowszechnienia sportu wśród wojskowych wszystkich stopni i broni i który dążyć będzie do ujęcia całego wojskowego ruchu sportowego w ramy wspólnej organizacji. Zebranie organizacyjne zwołane z inicjatywy sekcji wyszkolenia Wojsk Litwy Środkowej dnia 5-go sierpnia wybrało tymczasowy Zarząd, który opracował statut uchwalony dnia 12/VIII na walnem zebraniu przedstawicieli wszystkich oddziałów Wojsk Litwy Środkowej. Na zebraniu powyższem uzupełniono skład tymczasowego Zarządu i jako honorowego prezesa Klubu wybrano gen. Konarzewskiego, a jako przewodniczącego Zarządu płk. Tokarzewskiego (dow. 19 Dyw.Piechoty)
”
[
1
]
```

Kilka miesięcy po powstaniu powołano sekcje: gimnastyczną, szermierczą, łyżwiarską i narciarską. W sezonie letnim : lekkoatletyczną, piłki nożnej (istniała), szermierczą i hippiczną. Siedziba klubu znajdowała się przy Placu Katedralnym 4.
W marcu 1924 nastąpiła fuzja wojskowych klubów stacjonujących w Wilnie z wyjątkiem WKS 1PP Wilno i WKS 85PP, głównie z WKS 5 PP, a drużyna zmieniła nazwę na Wileński Klub Sportowy Pogoń. Zatem WKS stał się klubem cywilnym w swojej nazwie, co zaowocowało silnym wsparciem klubu przez władze miasta. Pierwszym honorowym prezesem Pogoni został płk. Popławski (z-ca dow. KOW w Wilnie).

Brak dokładnych informacji kiedy, ale klub zmienił się z Wileńskiego KS w Wojskowy KS.
W połowie roku 1930 z inicjatywy płk. Zygmunta Wendy nastąpiła fuzja Pogoni z WKS 1PP Legionów. 

## Stadion
Pierwsze swoje mecze klub rozgrywał przy ulicy Zakretowej, było to boisko należące do AZS-u, ale z powodu braku boisk grały i ćwiczyły tam wszystkie drużyny z Wilna. Boisko położone było na terenach Uniwersytetu, co stanowiło pewien konflikt pomiędzy uczelnią, a zespołami rozgrywającymi mecze. Z inicjatywy AZS-u i WKS-u powstało nowe boisko zwane Parkiem Sportowym im. gen. Żeligowskiego, położone w centrum miasta pod górą zamkową. Boisko zostało zlikwidowane w połowie lat 20.
W roku 1924 z inicjatywy TG Sokół oraz WKS Pogoń miasto zbudowało na boisku zwanym "Pióromont-em" jedne z największych w Polsce trybun. W 1926 roku stadion przebudowano, zdemontowano jedną z trybun i urządzono żużlową bieżnię, a stadion zyskał nazwę miejskiego. W latach 20. Piórmont stał się główną areną Wilna. Po rozwiązaniu klubu stadion został przekazany KPW Ognisko, które zarządzało nim aż do wybuchu wojny.

## Chronologia nazw
- 1921 - WKS Wilno (Wojskowy Klub Sportowy)
- 1922 - WKS Pogoń (Wileński Klub Sportowy)
- 1923 - WKS Pogoń (Wojskowy Klub Sportowy)
- 1930 - Nastąpiła fuzja z WKS 1PP Leg.

## Sezony piłkarskie
| Poziomy rozgrywkowe | Poziomy rozgrywkowe | Poziomy rozgrywkowe | Poziomy rozgrywkowe | Poziomy rozgrywkowe | Sezony, opis | Sezony, opis | Sezony, opis | Sezony, opis | Sezony, opis | Sezony, opis | Sezony, opis                                           | Sezony, opis | Sezony, opis  |
| I                   | II                  | III                 | IV                  | V                   | Sezon        | Liga         | Poz.         | Pkt.         | Bramki       | Z/R/P        | Uwagi                                                  | Nazwa        | ZPN           |
| ------------------- | ------------------- | ------------------- | ------------------- | ------------------- | ------------ | ------------ | ------------ | ------------ | ------------ | ------------ | ------------------------------------------------------ | ------------ | ------------- |
| MP                  | A                   |                     |                     |                     | 1923         | Klasa A      | 3            | 5            | 8-17         | 2/1/3        |                                                        | WKS          | Nieoficjalne  |
| MP                  | A                   | B                   | C                   |                     | 1922         | Klasa A      | 3            | 2            | 4-10         | 0/2/2        |                                                        | WKS          | Wileński OZPN |
| MP                  | A                   | B                   | C                   |                     | 1923         | Klasa A      | 3            | 0            | 2-16         | 0/0/4        |                                                        | WKS          | Wileński OZPN |
| MP                  | A                   | B                   | C                   |                     | 1924         | Klasa A      | 1            | 6            | 7-5          | 3/0/1        | Uczestnictwo w MP                                      | Pogoń        | Wileński OZPN |
| MP                  | A                   | B                   | C                   |                     | 1925         |              |              |              |              |              | Nie rozgrywano.                                        |              | Wileński OZPN |
| MP                  | A                   | B                   | C                   |                     | 1926         | Klasa A      | 2            | 12           | b.d.         | b.d.         |                                                        | Pogoń        | Wileński OZPN |
| L                   | A                   | B                   | C                   |                     | 1927         | Klasa A      | 2            | 11 (12)      | 18-14        | 5/1/3        | Brak wyniku 1 meczu, był remis, na koniec Pogoń 12pkt. | Pogoń        | Wileński OZPN |
| L                   | A                   | B                   | C                   |                     | 1928         | Klasa A      | 5            | 7            | 30-32        | 3/1/6        |                                                        | Pogoń        | Wileński OZPN |
| L                   | A                   | B                   | C                   |                     | 1929         | Klasa A      | 4            | 12*          | 22-16*       | 6/0/6*       | W zestawieniu brak 2 meczów.                           | Pogoń        | Wileński OZPN |
| L                   | A                   | B                   | C                   |                     | 1930         | Klasa A      |              |              |              |              | Fuzja z WKS 1PP.                                       | Pogoń        | Wileński OZPN |

### Sukcesy
- 1x mistrz WOZPN-u : 1924
- 1x udział w rozgrywkach o mistrzostwo polski: 1924